# Tonkolili
Tonkolili är ett distrikt i Northern Province i Sierra Leone. Huvudort är Magburaka, vid folkräkningen 2015 hade distriktet 531 435 invånare.
Distriktet bildades 1936 genom en sammanslagning av delar av Bombali och Koinadugu.

## Administrativ indelning
Distriktet består av elva hövdingadömen.
| - Gbonkolenken - Kafe Simiria - Kalansogoia - Kholifa Mabang - Kholifa Rowala - Kunike | - Kunike Barina - Malal Mara - Sambaya - Tane - Yoni |

## Befolkningsutveckling
| Befolkningsutvecklingen i Tonkolili 1963–2015 | Befolkningsutvecklingen i Tonkolili 1963–2015 | Befolkningsutvecklingen i Tonkolili 1963–2015 | Befolkningsutvecklingen i Tonkolili 1963–2015 | Befolkningsutvecklingen i Tonkolili 1963–2015 |
| --------------------------------------------- | --------------------------------------------- | --------------------------------------------- | --------------------------------------------- | --------------------------------------------- |
|                                               |                                               |                                               |                                               |                                               |
| År                                            |                                               |                                               | Folkmängd                                     |                                               |
| 1963                                          | 1963                                          |                                               | 184 460                                       |                                               |
| 1974                                          | 1974                                          |                                               | 206 321                                       |                                               |
| 1985                                          | 1985                                          |                                               | 243 051                                       |                                               |
| 2004                                          | 2004                                          |                                               | 347 197                                       |                                               |
| 2015                                          | 2015                                          |                                               | 531 435                                       |                                               |
|                                               |                                               |                                               |                                               |                                               |